# ビル・ウィザース
ビル・ウィザース（Bill Withers）ことウィリアム・ハリソン・ウィザース・ジュニア（William Harrison Withers, Jr.、1938年7月4日 - 2020年3月30日）は、アメリカ合衆国ウェストバージニア州出身のシンガーソングライター。1960年代末から音楽活動を開始し、1980年代中期頃に引退した。グラミー賞ノミネートは計6回、うち3回を受賞。ゴールドディスク認定は、アルバムが3枚、シングルが3枚を数える。

## バイオグラフィー
ウェストバージニア州スラブフォークにて、6人兄弟の末っ子として生まれる。13歳の時に父が他界。17歳でアメリカ海軍へ入隊し、9年間在籍するも、1965年に除隊。その後、ロサンゼルスへ移り、フォード・モーターに勤務。その間にもダグラス・エアクラフトで飛行機内のトイレ用便器を製造する仕事や、学校の用務員等の職を転々とし、1967年に"Three Nights And A Morning"でデビューを果たす。 
1971年Sussex Recordsより発表した「エイント・ノー・サンシャイン」（邦題：消えゆく太陽）がヒット。以後も「リーン・オン・ミー」、「Use Me」、「Lovely Day」、「Grandmother's Hands」、「Lovely Day」等のヒット曲を出す。
1981年、ボーカリストとして参加したグローヴァー・ワシントン・ジュニアの「クリスタルの恋人たち」がシングルカットされ、全米2位を記録するも、1975年に契約したコロムビア・レコードのスタッフとの売り方についての衝突があった為、1985年発表の『ウォッチング・ユー、ウォッチング・ミー』を最後にアルバムを発表していない。
また彼は吃り（吃音症）を持っており、「深刻な問題だった」という。

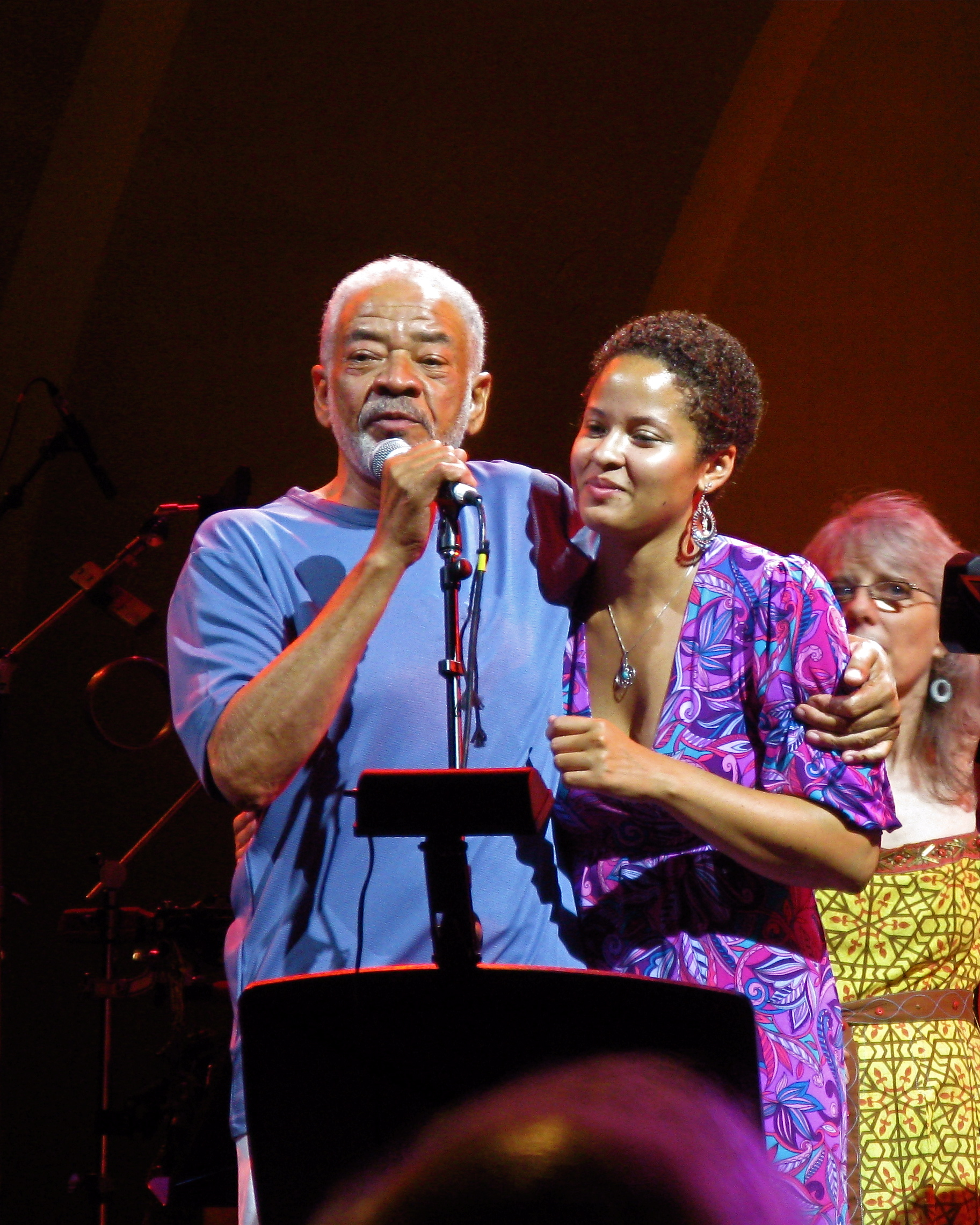
Withers with his daughter Kori at a 2008 tribute concert

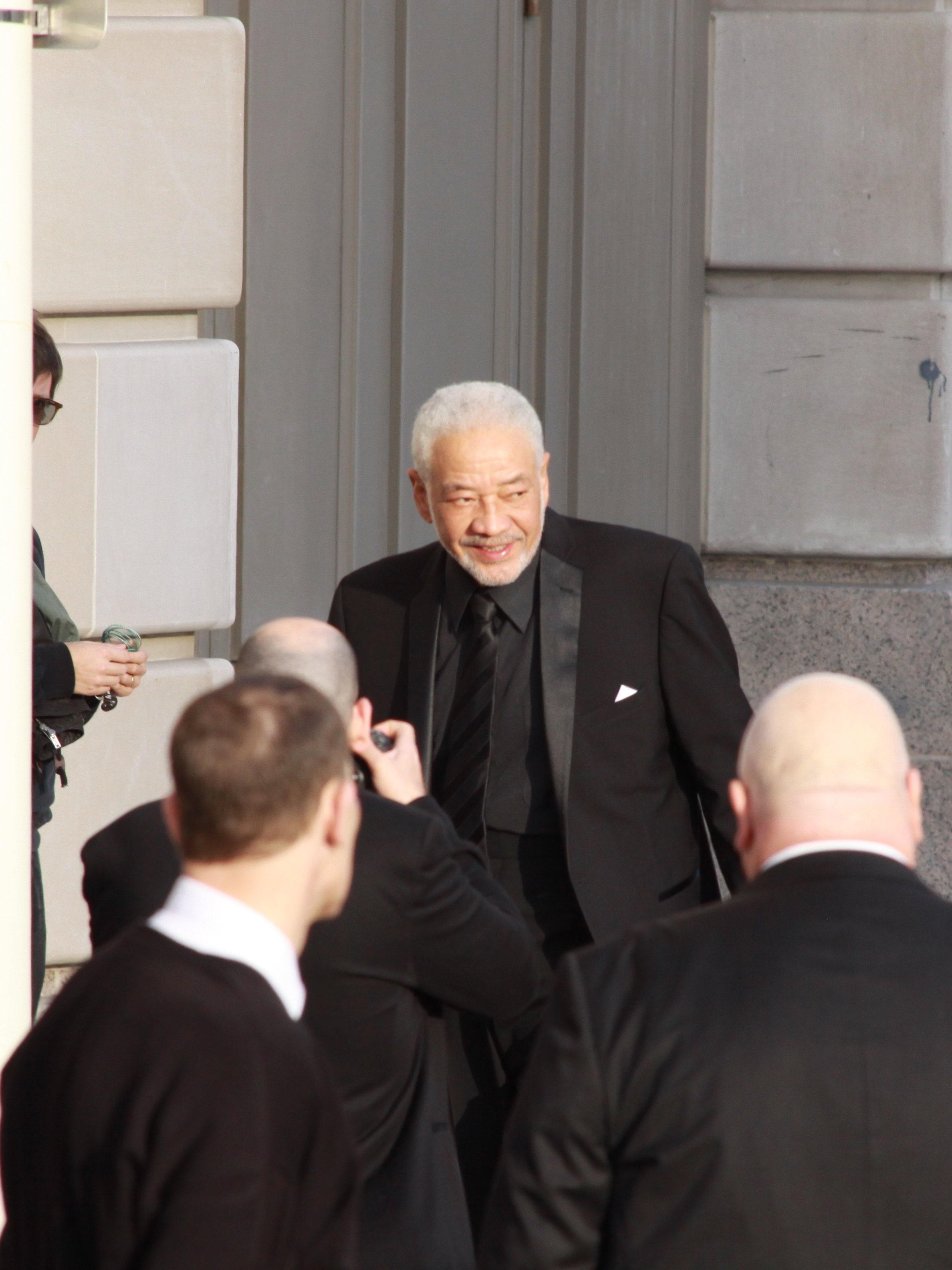
Withers at the Rock and Roll Hall of Fame in 2015

2020年3月30日、心臓疾患の合併症のため死去。81歳没。

## ディスコグラフィ

### スタジオ・アルバム
- 『ジャスト・アズ・アイ・アム』 - Just as I Am (1971年) ※旧邦題『消えゆく太陽』
- 『スティル・ビル』 - Still Bill (1972年)
- 『ジャストメンツ』 - +'Justments (1974年)
- 『メイキング・ミュージック』 - Making Music (1975年) ※旧邦題『歌にたくして』
- 『ネイキッド&ウォーム』 - Naked & Warm (1976年)
- 『メナジェリィ』 - Menagerie (1977年) ※旧邦題『夢の世界』
- 『愛について』 - 'Bout Love (1978年)
- 『ウォッチング・ユー、ウォッチング・ミー』 - Watching You, Watching Me (1985年) ※旧邦題『愛の情景〜ウォッチング・ユー、ウォッチング・ミー』

### ライブ・アルバム
- 『ライヴ・アット・カーネギー・ホール』 - Live at Carnegie Hall (1973年)

### コンピレーション・アルバム
- The Best of Bill Withers (1975年)
- The Best of Bill Withers (1980年)
- 『グレーテスト・ヒッツ』 - Bill Withers' Greatest Hits (1981年)
- 『ビル・ウィザース・セレクション〜ラヴリー・デイズ』 - Lovely Days - Bill Withers Selection (1993年)
- Lean on Me: The Best of Bill Withers (1994年)
- The Best of Bill Withers: Lean on Me (2000年)
- The Ultimate Bill Withers Collection (2000年)
- 『ラヴリー・デイ:ベリー・ベスト・オブ・ビル・ウィザース』 - Lovely Day: The Very Best of Bill Withers (2005年)
- 『ベスト・オブ・ビル・ウィザース』 - The Best of Bill Withers (2006年)
- Ain't No Sunshine: The Best of Bill Withers (2008年)
- Playlist: The Very Best of Bill Withers (2009年)
- The Essential Bill Withers (2013年)

## シングル
- en:Lovely Day - ホセ・ジェイムズ feat. レイラ・ハサウェイにてカヴァー。
- en:Just the Two of Us (Grover Washington Jr. song) - ゲスト・ヴォーカルとして参加し、邦題はクリスタルの恋人たち。